# Tokyo Mew Mew
Tokyo Mew Mew (jap. 東京ミュウミュウ, Tōkyō Myū Myū) ist ein Manga der japanischen Autorin Reiko Yoshida und der Mangaka Mia Ikumi, der ab 2000 erschien. Der Manga wurde auch als Animeserie verfilmt und für zwei Spiele adaptiert.
Das Werk ist dem Magical-Girl-Genre zuzuordnen sowie der Comedy und Science-Fiction.

## Handlung

### Tokyo Mew Mew
Bei einem Date mit ihrem Schwarm Masaya Aoyama (青山 雅也) wird die Mittelschülerin Ichigo Momomiya (桃宮 いちご; Ichigo = „Erdbeere“) in ein verunglücktes Experiment verwickelt. Ihre Gene werden mit denen der Iriomote-Katze vermischt. Als beide bald darauf von einer mutierten Ratte angegriffen werden, verwandelt sich Ichigo in Mew Ichigo, mit Katzenfähigkeiten, -ohren und -schwanz. Als diese kann sie die Ratte besiegen und der mysteriöse Ryou Shirogane erklärt ihr, dass sie nun als biologische Waffe gegen außerirdische Angreifer eingesetzt werden soll. Damit dies jedoch geheim bleibt, arbeitet sie von nun an im Café Mew Mew, das auch als Basis dient. Auch ihr Freund darf davon nichts erfahren. Bald finden sich fünf Mädchen zusammen, deren Gene mit denen von ausgestorbenen oder bedrohten Tierarten gemischt wurden und die nun gegen vom Außerirdischen Kisshu mutierte Tiere, Chimären, kämpfen sollen. Diese Fünf sind neben Ichigo: Minto Aizawa (Saphirlori; Minto = Minze) (藍沢 みんと, Aizawa Minto), Retasu Midorikawa (Glattschweinswal) (碧川 れたす, Midorikawa Retasu; Retasu = Salat), Purin Fuong genannt Pudding (Goldenes Löwenäffchen) (黄 歩鈴; Purin = „Pudding“) und Zakuro Fujiwara (Grauwolf) (藤原 ざくろ; Zakuro = „Granatapfel“).
So können sie den Außerirdischen mehrere Niederlagen beibringen, doch gerät Ichigo immer wieder in schwierige Situationen, wenn sie ihre Verwandlung im Alltag nicht unter Kontrolle hat, besonders in Gegenwart Masayas. Schließlich stellt sich heraus, dass auch Ryou Shirogane die Fähigkeit hat, sich in ein Tier zu verwandeln, und so in Form einer Katze immer wieder Ichigo hilft. Doch auch Kisshu kommt seinem Ziel, den legendären Deep Blue zu erwecken, näher. Dieser lebt in Masaya und beginnt zu erwachen, Masaya kann ihn immer weniger kontrollieren.

### Tokyo Mew Mew a la Mode
Ryo will ein neues Mew-Projekt starten, weil Ichigo mit Aoyama nach England verreist ist und die anderen Mitglieder von Tokyo Mew Mew keine Anführerin mehr haben. Nachdem die 12-jährige Berry Shirayuki (白雪 ベリー, Shirayuki Berī; Berī = beere) unerwartet das Café Mew Mew betritt und sich, weil Ryos neues Experiment plötzlich unverhofft anspringt, in eine Mew Mew verwandelt, wird sie bald die neue Anführerin der Mew Mews. Berry trägt die Gene des Amami-Kaninchen und der Pampaskatze in sich, wodurch sie die Eigenschaften dieser beiden Tiere übernimmt: Sie kann ungewöhnlich hoch springen, hört selbst die Schritte ihrer Mitschüler und hat ständig Heißhunger auf Möhren. Mit den anderen Mew Mew's muss sie gegen die übrig gebliebenen Chimären kämpfen und sich außerdem den Saint Rose Crusaders stellen, welche Tokyo erobern wollen. Auch Ichigo kehrt wieder zurück. Später muss Berry feststellen, dass sie für ihren Sandkastenfreund Tasuku Meguro mehr als nur Freundschaft empfindet.

## Konzeption
Im Mittelpunkt der Handlung stehen die Beziehung zwischen Ichigo und ihrer ersten Liebe Masaya und der Kampf gegen die Zerstörung der Natur durch einen undefinierten Feind. Dabei haben die Kämpferinnen alle Eigenschaften ausgestorbener oder bedrohter Tierarten erhalten, was insbesondere den ernsten Hintergrund des Themas hervorhebt.

## Veröffentlichungen

### Manga
Tokyo Mew Mew erschien ab September 2000 im japanischen Manga-Magazin Nakayoshi beim Kodansha-Verlag und wurde dort im Februar 2003 abgeschlossen. Die Serie wurde auch in sieben Taschenbücher verlegt. Noch November 2003 begann die Nachfolgeserie Tokyo Mew Mew a la Mode, die bis April 2004 lief und zwei Bände erreichte.
Der Manga erschien auf Englisch bei Tokyopop und auf Französisch bei Pika Édition. Er wurde unter anderem auch in Dänemark, Schweden, Polen und Finnland veröffentlicht.
In deutscher Sprache erschien die Serie vollständig beim Carlsen Verlag. 2005 erschien auch Tokyo Mew Mew a la Mode.

### Anime
Das Studio Pierrot produzierte zum Manga eine 52-teilige Anime-Fernsehserie, bei der Noriyuki Abe Regie führte. Das Charakterdesign wurde entworfen von Mari Kitayama und die künstlerische Leitung hatte Shigenori Takada inne. Die Serie wurde vom 6. April 2002 bis zum 29. März 2003 auf den japanischen Fernsehsendern TV Aichi und TV Tokyo ausgestrahlt.
In Nordamerika wurde der Anime als Mew Mew Power von 4Kids Entertainment veröffentlicht. Es erfolgten Fernsehausstrahlungen in Australien, Nordamerika, Südkorea, Frankreich, Lateinamerika, Ungarn, Italien und Portugal.
Am 2. April 2020 wurde ein neues Anime-Projekt mit dem Titel Tokyo Mew Mew New angekündigt.

#### Synchronisation
| Rolle             | japanischer Sprecher (2002) | japanischer Sprecher (2022) |
| ----------------- | --------------------------- | --------------------------- |
| Ichigo Momomiya   | Saki Nakajima               | Yuuki Tenma                 |
| Bu-Ling Huang     | Hisayo Mochizuki            | Rian Toda                   |
| Zakuro Fujiwara   | Junko Noda                  | Momoka Ishii                |
| Retasu Midorikawa | Kumi Sakuma                 | Ryōko Jūni                  |
| Minto Aizawa      | Yumi Kakazu                 | Mirai Hinata                |

#### Musik
Die Musik der Serie wurde komponiert von Takayuki Negishi. Der Vorspanntitel My Sweet Heart wurde gesungen von Rika Komatsu, der zweite Vorspann, Team up, stammt von Bree Sharp. Das Abspannlied Koi wa À la Mode wurde gesungen von den Synchronsprechern der Hauptcharaktere, Saki Nakajima, Yumi Kakazu, Kumi Sakuma, Hisayo Mochizuki und Junko Noda.

### Videospiele
Bei Takara erschien im Juli 2002 das Puzzle-Adventure-Spiel Hamepane Tōkyō Myū Myū (はめパネ 東京ミュウミュウ) für die Konsole Game Boy Advance. Im Dezember 2002 folgte das Rollenspiel Tōkyō Myū Myū – Tōjō Shin Myū Myū! – Minna Issho ni Gohōshi Suru Nyan (東京ミュウミュウ 登場 新ミュウミュウ! みんないっしょにご奉仕するにゃん) für die PlayStation.

### Musikveröffentlichungen
Bei King Records erschienen in Japan mehrere CDs mit Musik aus der Serie und Charactersongs. Bei NEC erschien 2002 bis 2003 der komplette Soundtrack auf vier CDs.

## Rezeption
Laut Splashcomics bietet der Manga im Vergleich zu anderen Magical-Girl-Reihen wie Sailor Moon oder Wedding Peach kaum neue Ideen, auch seien die im Kampf aufgesagten Sprüche auf Dauer nervig. Positiv hervorgehoben wird aber, dass der Umweltschutz thematisiert wird und die genretypischen niedlichen Charaktere und die Romantik gut umgesetzt wurden. Der Zeichenstil sei einfach und wenig detailliert. Da die Handlung geradlinig und harmlos sei, wird die Reihe besonders für junge Leserinnen empfohlen, die das Genre mögen. Für ältere Leser sei der Manga eher nichts.